# Hyalinoecia stricta
Hyalinoecia stricta är en ringmaskart som beskrevs av Moore 1911. Hyalinoecia stricta ingår i släktet Hyalinoecia och familjen Onuphidae. Inga underarter finns listade i Catalogue of Life.